# Landsort (maják)
Maják Landsort (švédsky: Landsorts fyr) je pobřežní maják, který stojí na švédském ostrově Öja v Baltském moři v Stockholmském souostroví. Maják je národní kulturní památkou Švédska od roku 1935.

## Historie
Maják byl postaven v roce 1670. Mimo vlastní věž byl nahoře umístěn železný koš v němž se spalovalo uhlí. V roce 1840 byl maják přestavěn, byla přidána horní železná kuželovitá část a instalována lampa na řepkový olej. Maják byl do roku 1840 v soukromém vlastnictví. Od roku 1887 se svítilo petrolejem a v roce 1907 instalována luxlampa (petrolejová lampa vyrobena firmou Lux Lilla Essingen). Od roku 1938 je maják elektrifikován a doplněn současnou optikou. Do roku 1963, kdy byl maják automatizován, byla na majáku obsluha. 

## Popis
Kamenná válcová věž s kuželovou střechou zakončenou ochozem a lucernou. Věž je bílá, střecha červená. V lucerně byla v roce 1870 zrcadla nahrazena Fresnelovou čočkou. 

## Data
- výška 25 m
- zdroj světla 44 m n. m.

označení
- ARLHS  SWE-039
- SV-3275
- Admiralty C6584
- NGA 9012

## Galerie

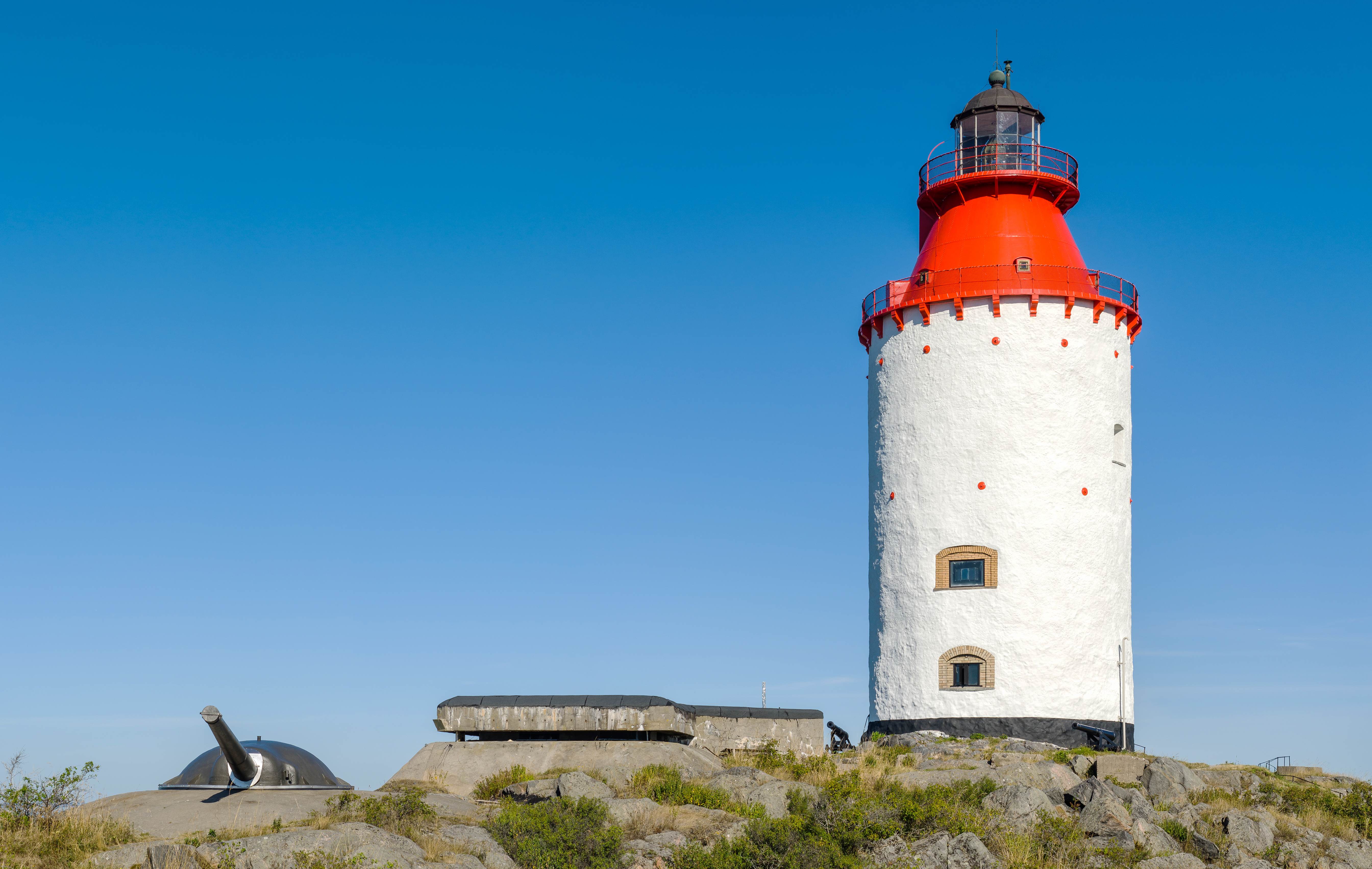
Maják a 15,2 cm baterie
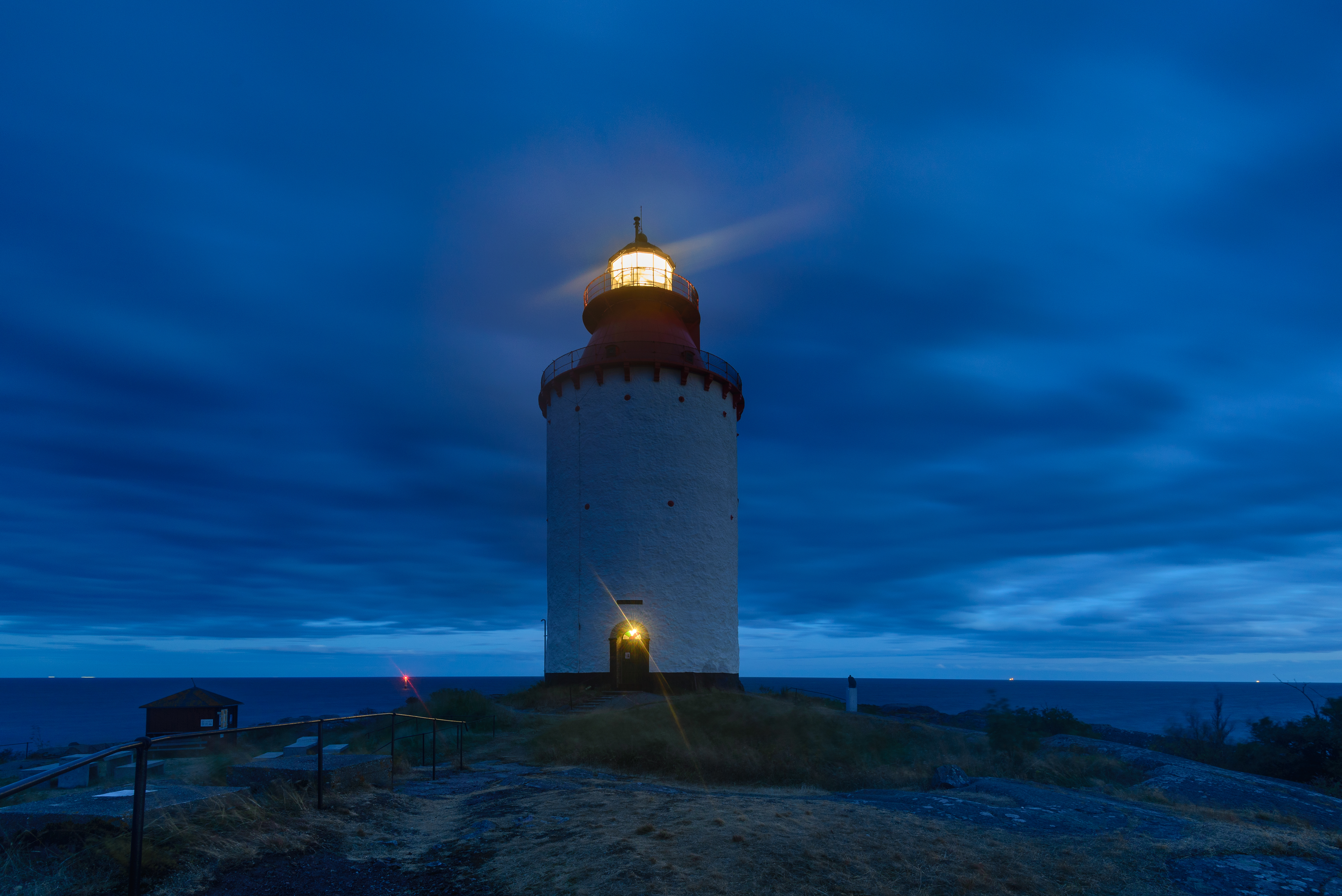
Maják v noci
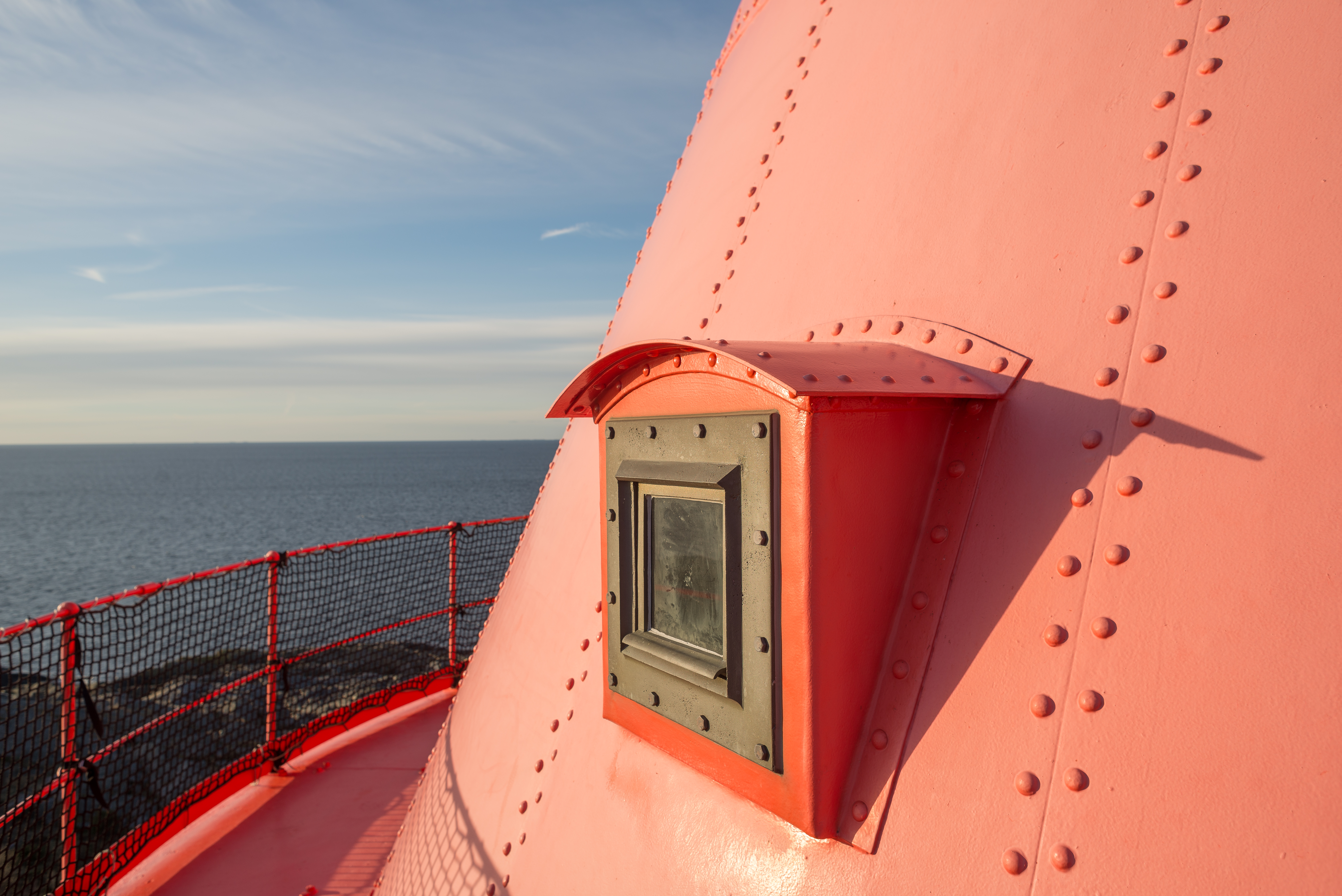
Ochoz
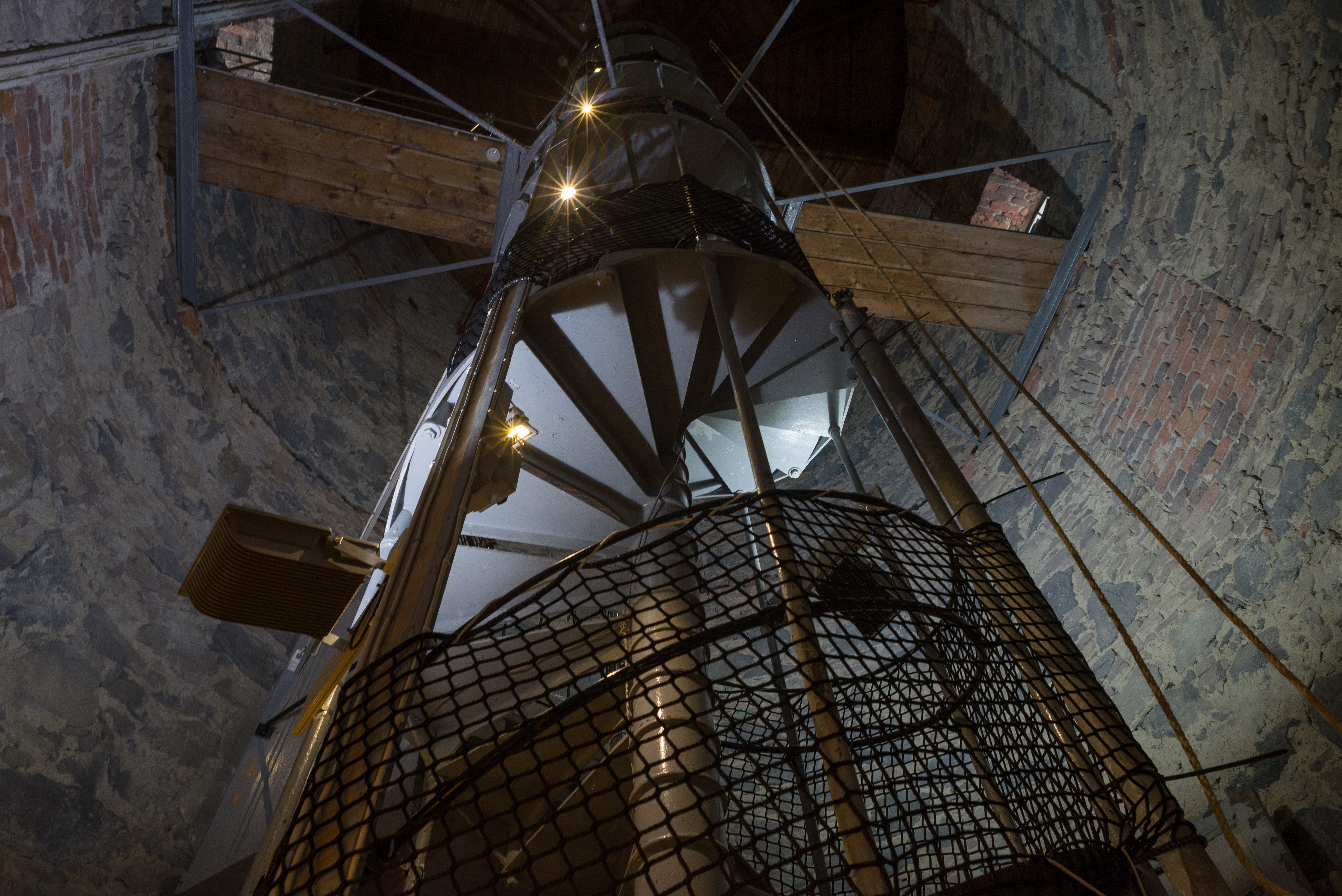
Schodiště